# Alliance verte et libérale
L’Alliance verte et libérale (en luxembourgeois : Gréng a Liberal Allianz), abrégé en GaL, est un parti politique écolo-libéral luxembourgeois. Le parti est mené par Jup Weber, qui a joué un rôle déterminant dans la fondation des Verts et a été l'un des six députés luxembourgeois au Parlement européen.
Le parti participe aux élections législatives de 1999 et ne parvient à recueillir que 1,1 % des suffrages dans l'ensemble du pays, se classant sixième dans les quatre circonscriptions et ne remportant aucun siège à la Chambre des députés. Il ne s'est pas représenté à d'autres élections par la suite et est a priori dissout.